# پارک پراسپکت، مینیاپولیس
پارک پراسپکت (به انگلیسی: Prospect Park) یک منطقهٔ مسکونی در ایالات متحده آمریکا است که در مینیاپولیس واقع شده‌است. پارک پراسپکت ۷٬۴۵۷ نفر جمعیت دارد و ۲۸۴ متر بالاتر از سطح دریا واقع شده‌است.